# Platycerium grande
Platycerium grande är en stensöteväxtart som först beskrevs av Allan Cunningham, och fick sitt nu gällande namn av John Smith. Platycerium grande ingår i släktet Platycerium och familjen Polypodiaceae. Inga underarter finns listade.

## Bildgalleri

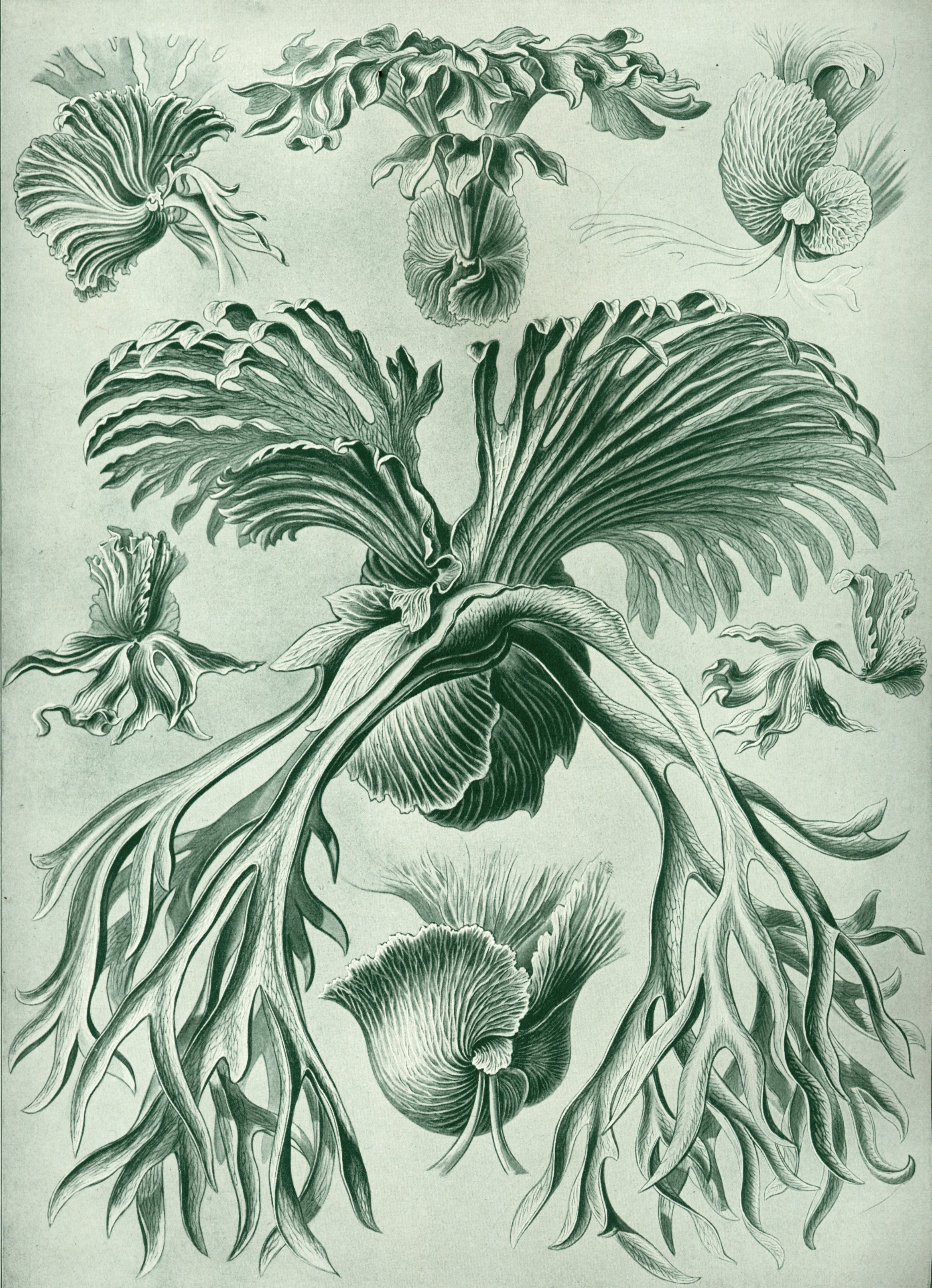